# Ceinture verte européenne

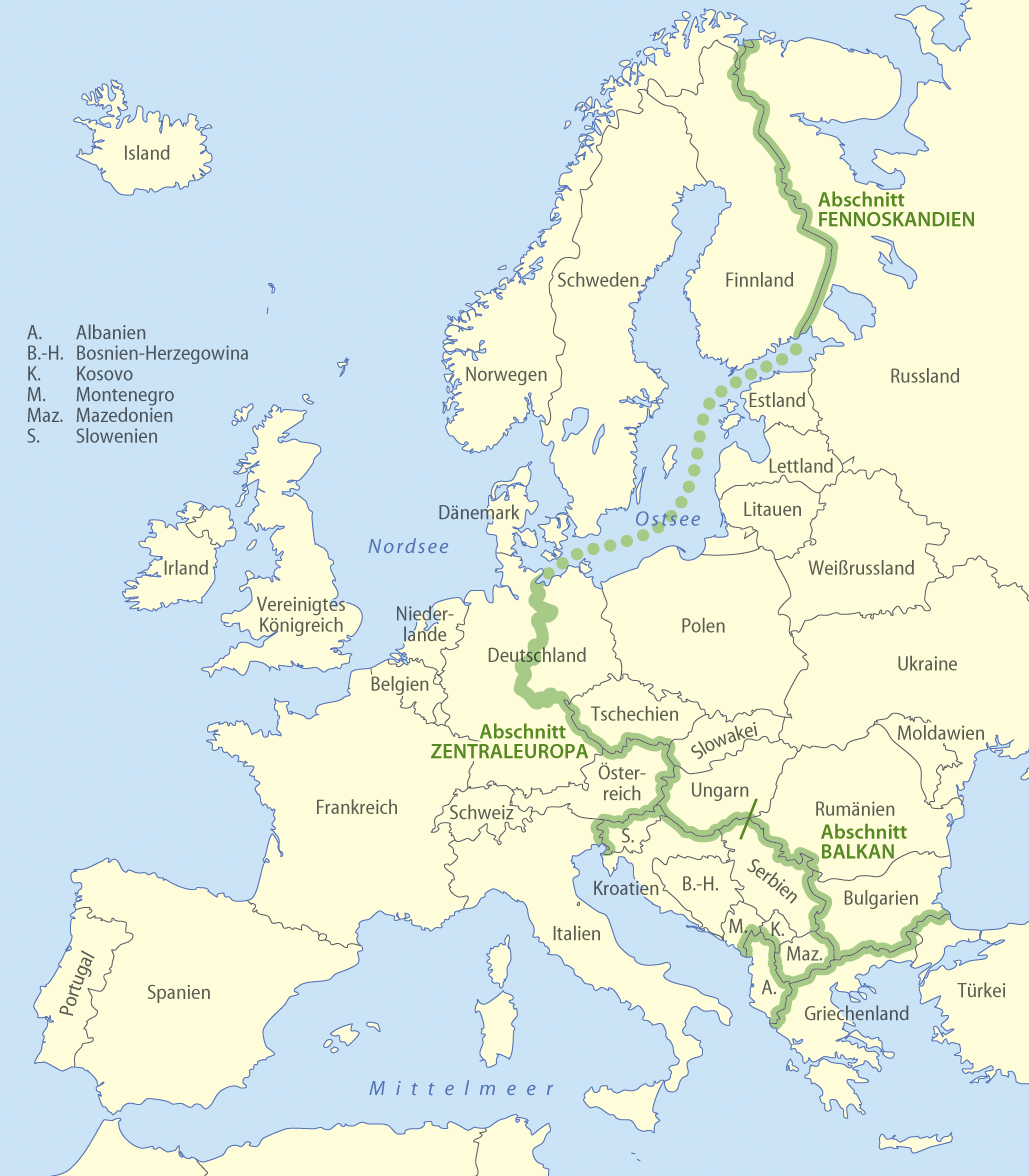
Carte présentant le tracé de la « Ceinture verte européenne »

La ceinture verte européenne (en anglais : European Green Belt) est une initiative visant à transformer l'ancien rideau de fer en une réserve naturelle formant un corridor biologique.

## Histoire

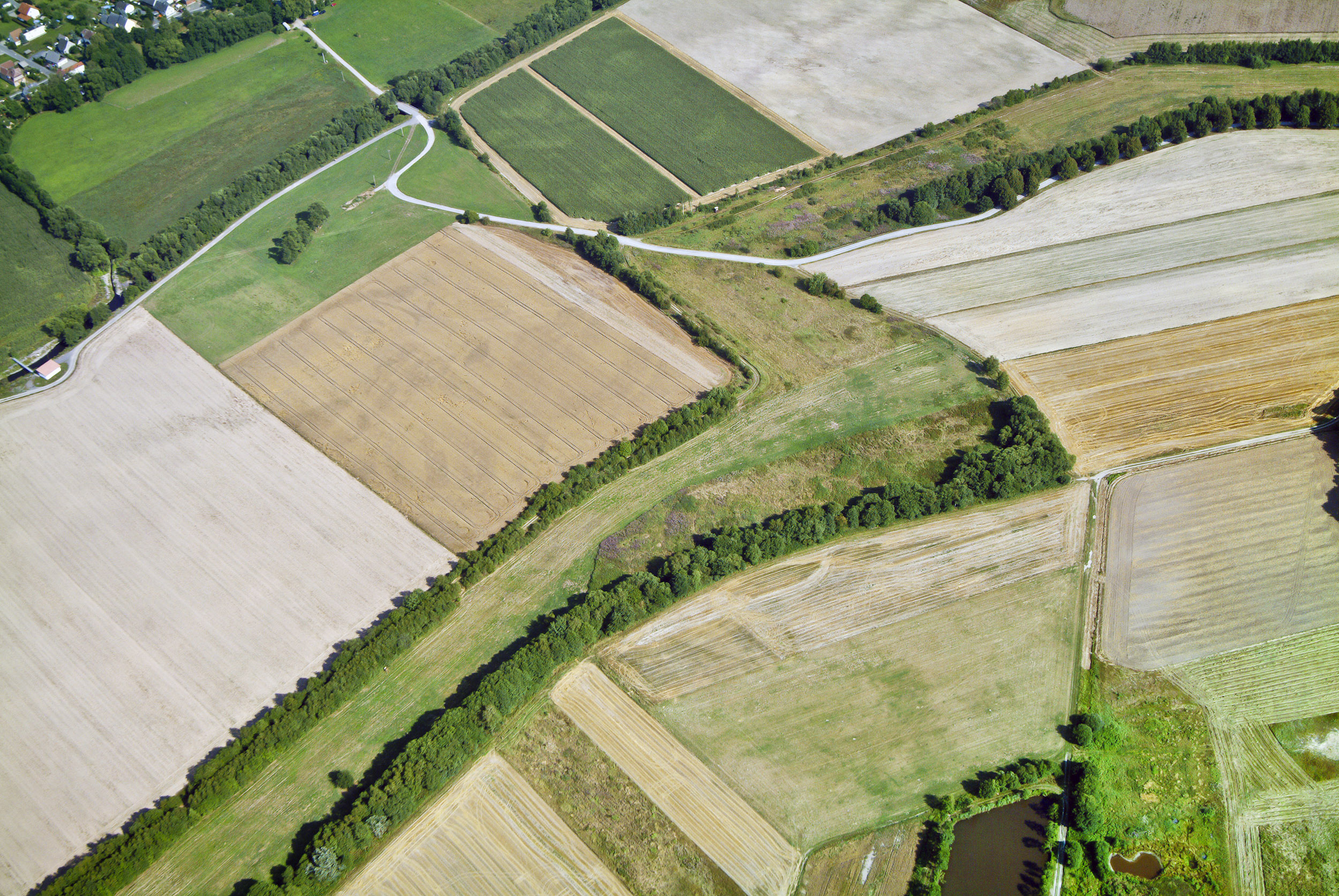
Vue aérienne de l'ancienne frontière intérieure.

Le docteur en écologie allemand Kai Frobel (de) quand il était jeune vivait très près de la partie ouest-allemande du rideau de fer,  près de Cobourg. 
Il s’est rendu compte que l’exclusion du public du no man’s land et des zones de sécurité situées le long du rideau de fer en avait fait de facto une réserve faunique, particulièrement du côté communiste où la frontière était inaccessible au public. À la fin des années 1970, il obtient un prix pour son étude de la nature, ce qui attire l'attention des partisans de la conservation de la nature. Le Land de Bavière commence à acheter des terres à proximité du rideau de fer pour éviter qu'elles soient utilisées. En décembre 1989, seulement un mois après la chute du rideau de fer, un projet de réserve est proposé par des conservationnistes de l'Est et de l'Ouest.
En 1990 le ministre fédéral de l'environnement Klaus Töpfer déclare son soutien au projet. À partir de 1992, le Bundesamt für Naturschutz finance différents projets écologiques le long de l'ancienne frontière. En 2005 la zone est classée au patrimoine naturel de l'Allemagne.
À l'occasion d'une visite de l'ancien no man's land en 2002, le président de Green Cross International Mikhaïl Gorbatchev salue le projet.
Le projet international est officiellement lancé en 2004 par une conférence d'experts dans le parc national de Fertő-Hanság.
Kai Frobel dirige Ribbon of Life qui d’un rideau de fer est devenu un ruban de vie ; le projet visant à préserver l’intégrité écologique et la valeur de refuge de ces zones. Le projet est notamment soutenu par le BUND (Bund für Umwelt und Naturschutz Deutschland) qui détient environ 70 % des terres concernées en 2002. 
Il a noté que la faune avait été mieux préservée le long de nombreuses régions frontalières, notamment car :  
- L’interdiction de pulvérisation de pesticides a permis la conservation de nombreux insectes devenus rares ou très rares ailleurs.
- Les anciens cratères creusés par l’explosion de mines sont devenus des mares pour la faune sauvage
- En maintenant par fauchage une végétation rase aux abords de la frontière (pour que les gardes-frontières puissent facilement la surveiller) et en entretenant une bande de sable de part et d’autre des clôtures (pour détecter les traces de pas) les pays riverains ont évité que cette bande ne deviennent une forêt continue, préservant ainsi l’équivalent d'une vaste clairière linéaire, jouant le rôle de refuge et de corridor favorables à la survie, mais aussi à la circulation des animaux et plantes ayant besoin de milieux ouverts.
- Dans la section située entre la Grèce et la Bulgarie, ce corridor vert abrite de nombreux nids d’aigle impérial (Aquila heliaca), considérés comme un très bon bioindicateur.
- Lorsque la rivière Drave faisait office de frontière entre la Hongrie et l’ex-Yougoslavie (devenue Croatie),  la méfiance mutuelle des deux pays a empêché les travaux d’amélioration de la rivière, de sorte que le fleuve et ses rives sont aujourd’hui caractérisés par une naturalité qui a souvent disparu ailleurs. Le cours d’eau continue à naturellement éroder ses berges et créer des falaises de sable utiles aux hirondelles de rivage (Riparia riparia), aux martins-pêcheurs (Alcedo atthis) et insectes fouisseurs qui creusent leurs nids dans le sable ou la terre de ces falaises. 
 La Drave a pu continuer à divaguer naturellement, recoupant ses anciens méandres, et laissant de nombreux morceaux de territoire de chaque nation sur le mauvais côté de la rivière. Ces zones n’ont pas été utilisées par les éleveurs et sont – de fait – également devenues l’équivalent de réserves fauniques.
- Le long de la côte du  Mecklembourg (région située au nord de l’Allemagne, comprise entre la mer Baltique, la Recknitz, la Trebel, l’Elbe, la Basse-Saxe et le Holstein, zone d’accès restreint à la côte durant la guerre froide, pour empêcher les gens de traverser en bateau ou à la nage) l’interdiction faite aux navires (hors gardes-frontières) a également contribué à préserver la faune marine et du littoral.

## Le projet

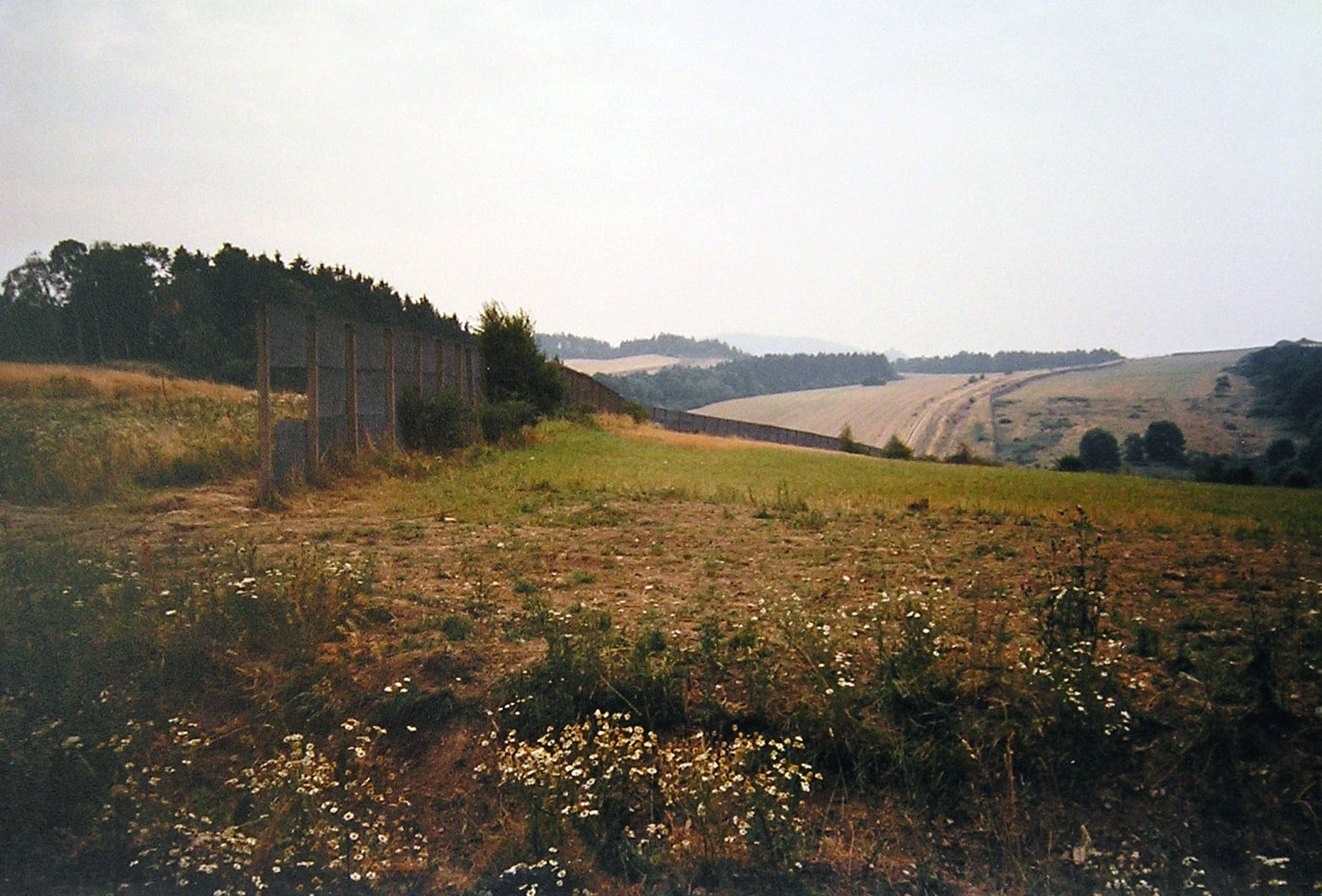
Exemple de paysage, après la chute du rideau de fer (Allemagne)

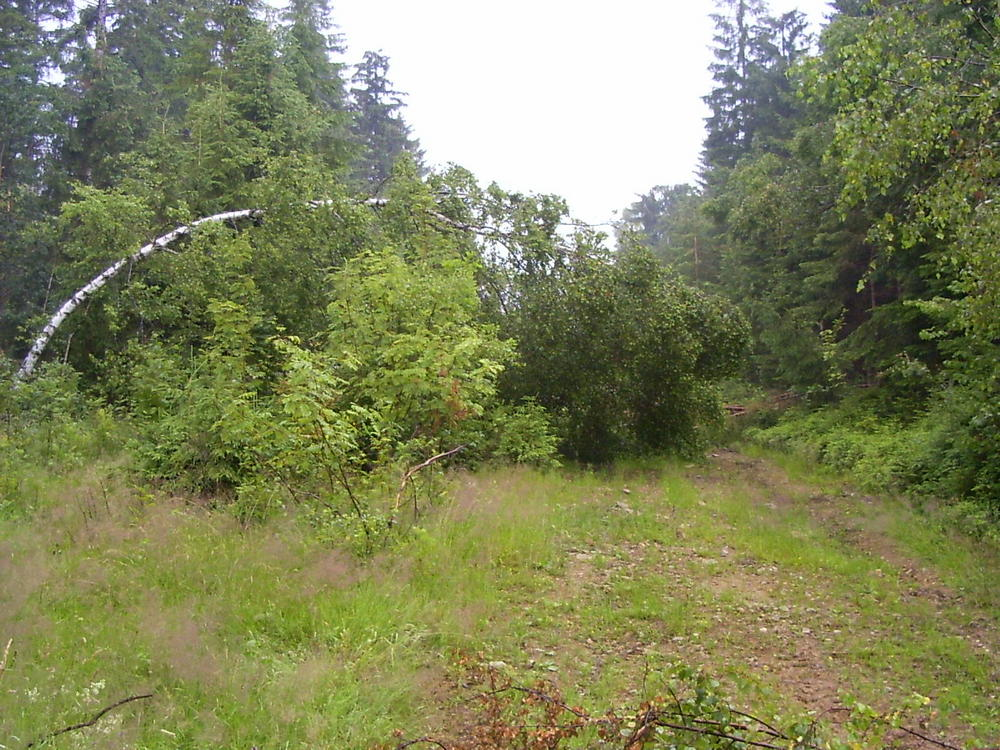
Exemple de renaturation sur l’ancien tracé sur rideau de fer

Il consiste à créer une sorte de méga-corridor biologique long de près de 13 000 km, constituant une des ossature du futur réseau écologique paneuropéen. Ce corridor connecterait biologiquement l’Arctique (via la Mer de Barents) à la mer Noire et à la Méditerranée, en passant par 23 pays. 
C’est un projet qui peut ainsi fortement contribuer au réseau écologique paneuropéen et aux projets locaux de trame verte, y compris corridors biologiques sous-marins en mer Baltique ; ce réseau couvre en effet une grande partie des habitats les plus importants pour la biodiversité en Europe. Il serait représentatifs de la presque-totalité des biotopes des grandes régions biogéographiques d’Europe (seules l’Espagne et la France n’en feraient pas partie, parmi les pays européens les plus riches en biodiversité). Mais la trame verte et bleue du Grenelle de l'environnement en bénéficierait indirectement, via l’Allemagne et l’Italie.  
Cette « ceinture verte » relie concrètement entre eux des parcs nationaux, des parcs naturels, des réserves de biosphère et des aires protégées transfrontalières, ainsi que des zones non protégées longeant ou traversant les frontières administratives.
En 2010, la ceinture verte européenne est une succession de zones protégées non reliées entre elles.

### Biogéographie du réseau
Le réseau s’appuie surtout sur des territoires situés sur l’ancien rideau de fer, qui étaient devenus, de facto une zone de protection de la faune, car no man’s land, ou protégé des intrusions du public par les gardes-frontières et différentes mesures de sécurité. Il s’agit de conserver et entretenir les caractéristiques écologiquement intéressantes de cette vaste bande de terrain, tout en valorisant le fait que les murs et barbelés et autres clôtures électriques ont disparu, permettant à nouveau à la faune de circuler de part et d’autre des frontières, en les traversant lorsqu’elle en a besoin. Kai Frobel, le père de ce projet, a néanmoins remarqué que, dans une partie aujourd’hui reboisée de cette ceinture (sur la frontière entre la Bavière et la Tchécoslovaquie, 18 ans après la suppression de la barrière frontalière, les chevreuils semblaient toujours refuser de franchir la frontière, comme s’ils n’avaient pas oublié les mines, les clôtures électriques, les phares et  les nombreux chiens des gardes-frontières[réf. nécessaire]. 
Plus de 80 % de l'ancienne Frontière interallemande fait désormais partie de la réserve naturelle.
23 pays sont concernés[réf. nécessaire] : 
- Albanie,
- Allemagne,
- Autriche,
- Bulgarie,
- Croatie,
- Estonie,
- Fédération de Russie,
- Finlande,
- Grèce,
- Hongrie,
- Italie,
- Lettonie,
- Lituanie,
- Monténégro,
- Norvège,
- Pologne,
- République tchèque,
- Macédoine du Nord,
- Roumanie,
- Serbie,
- Slovaquie,
- Slovénie
- Turquie

### Partie fennoscandienne
La frontière entre la Russie et la Finlande est constituée de forêts largement préservées et particulièrement isolées.

### Partie baltique
La partie baltique est particulière car il s'agit essentiellement d'une bande côtière. La partie allemande est composée de nombreuses zones protégées et NATURA 2000 , héritage de la RDA qui contrôlait la zone côtière jusqu'à cinq kilomètres à l'intérieur des terres. En Pologne, les projets visent à rendre l'agriculture moins polluante dans les zones côtières. L'isthme de Courlande est protégé par la Lituanie et la Russie (oblast de Kaliningrad). En Lettonie, l'accès à la côte était strictement réglementé sous l'ère soviétique et la côté est désormais un parc naturel avec un réseau dense de zones NATURA 2000. La côte estonienne a été polluée par d'anciennes bases militaires soviétiques mais comporte des endroits d'importance écologique.

### Partie centrale
En Europe centrale, la ceinture verte européenne parcourt l'ancienne frontière interallemande qui a été démantelée. Elle se poursuite sur la frontière entre l'Allemagne et la Tchéquie, avec le parc transfrontalier qui protège la forêt de Bohême.

### Partie balkanique
Les frontières dans les Balkans sont marquées par un paysage principalement montagneux.

## Intérêt

### Intérêt faunistique

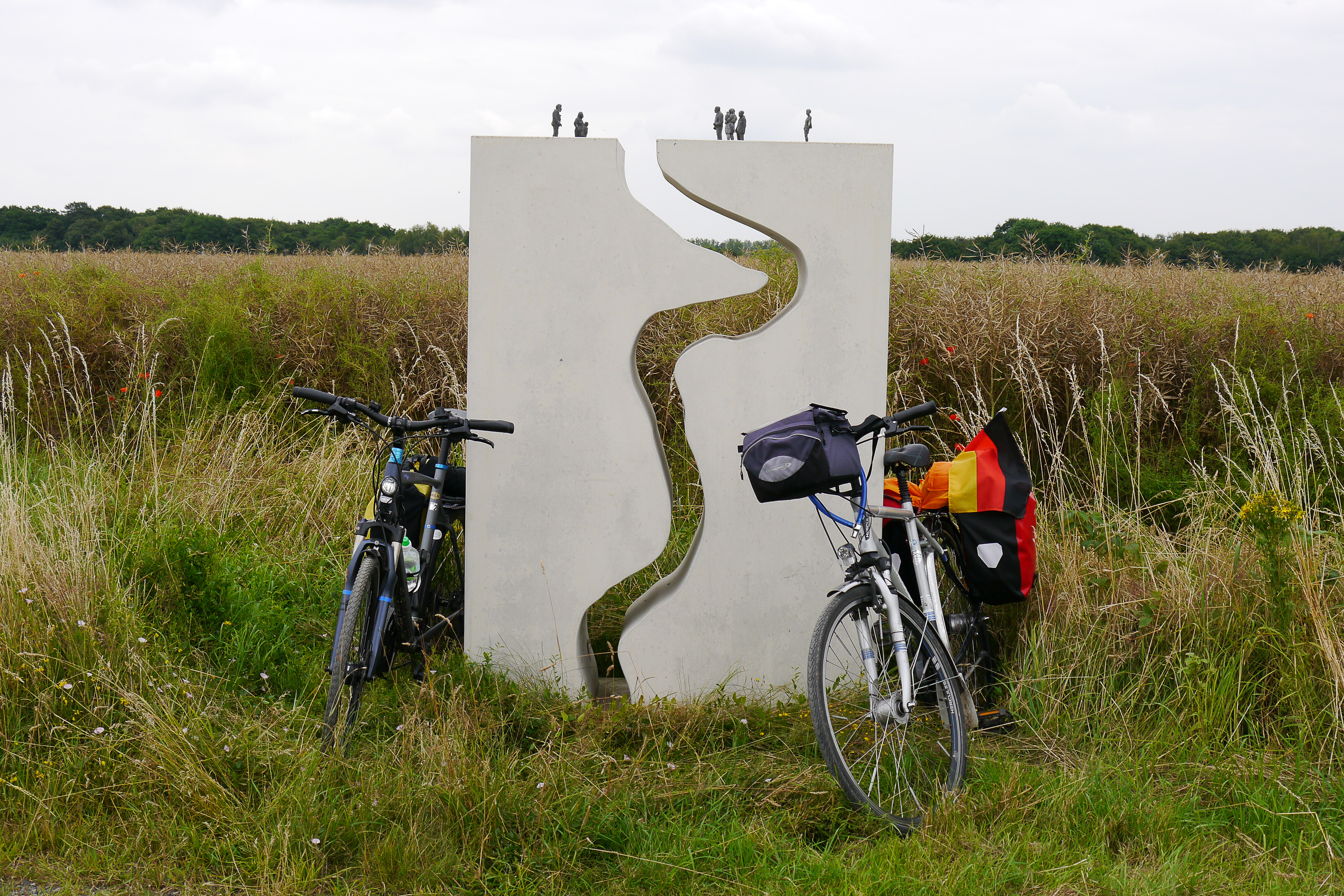
Art sur la Ceinture verte européenne, dans la zone qui divisait l'ancienne Allemagne de l'Est et Allemagne de l'Ouest. L'installation artistique "Rréunion" (Begegnung) a été créée en 2010 et a été placée à côté de la piste cyclable

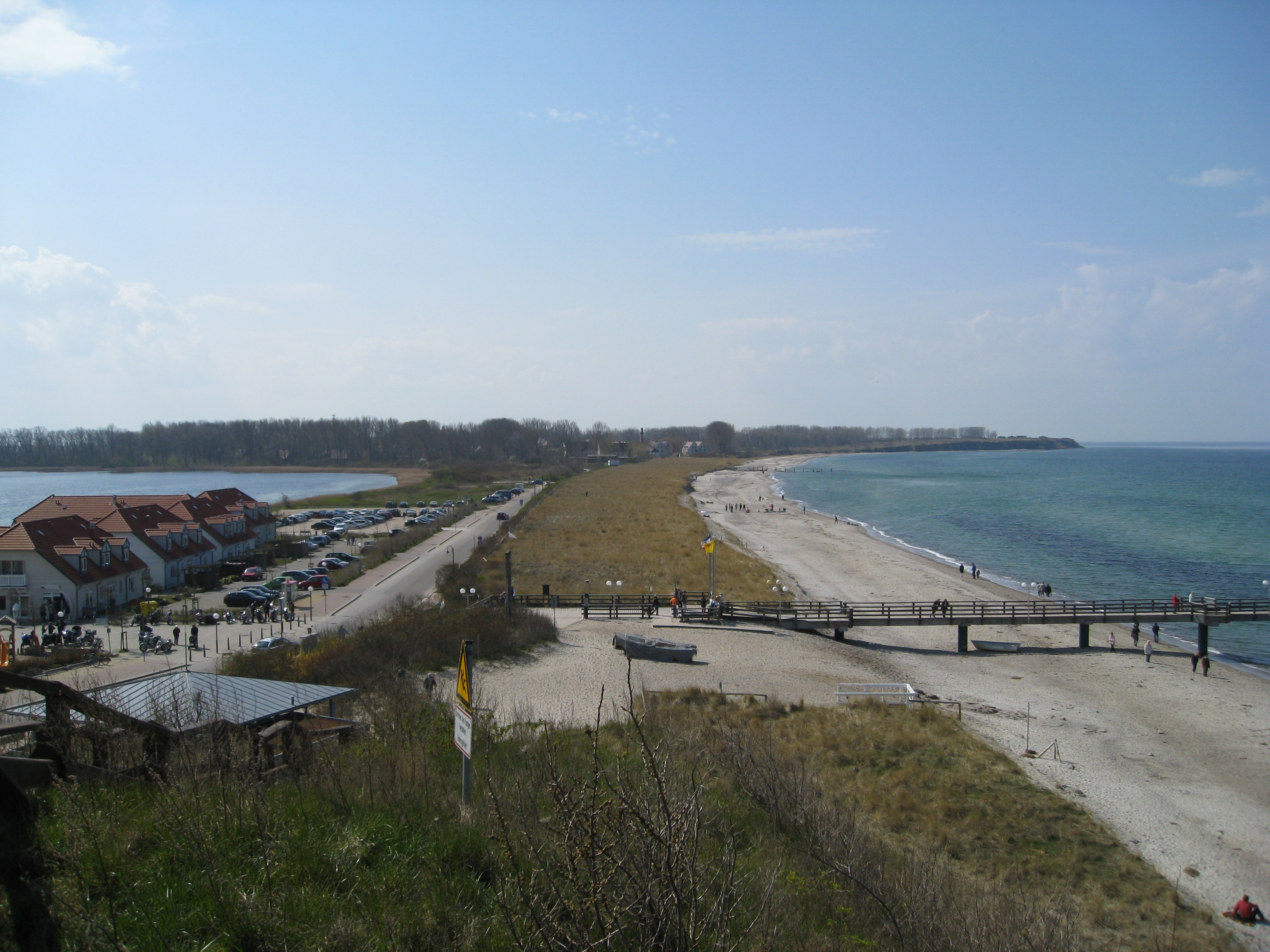
Vue sur la ville de Rerik sur la Péninsule de Wustrow, sur la côte allemande de la mer Baltique. La péninsule a été minée à l'époque nazie et était une zone de loisirs à l'époque de la RDA

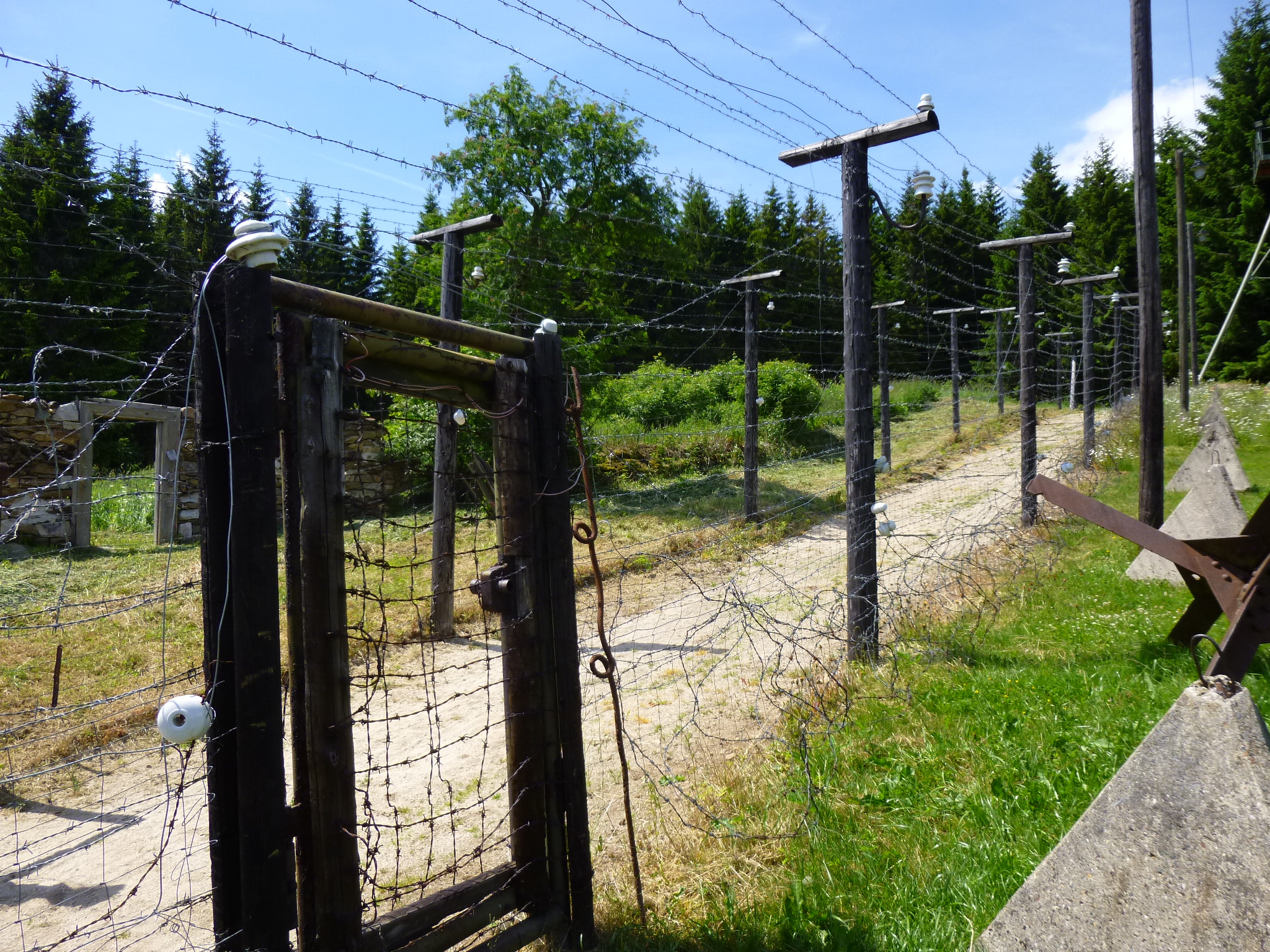
Parc national de Šumava en République tchèque, à la frontière avec l'Allemagne où se trouve Parc national de la forêt de Bavière. Monument au rideau de fer, non loin de la frontière

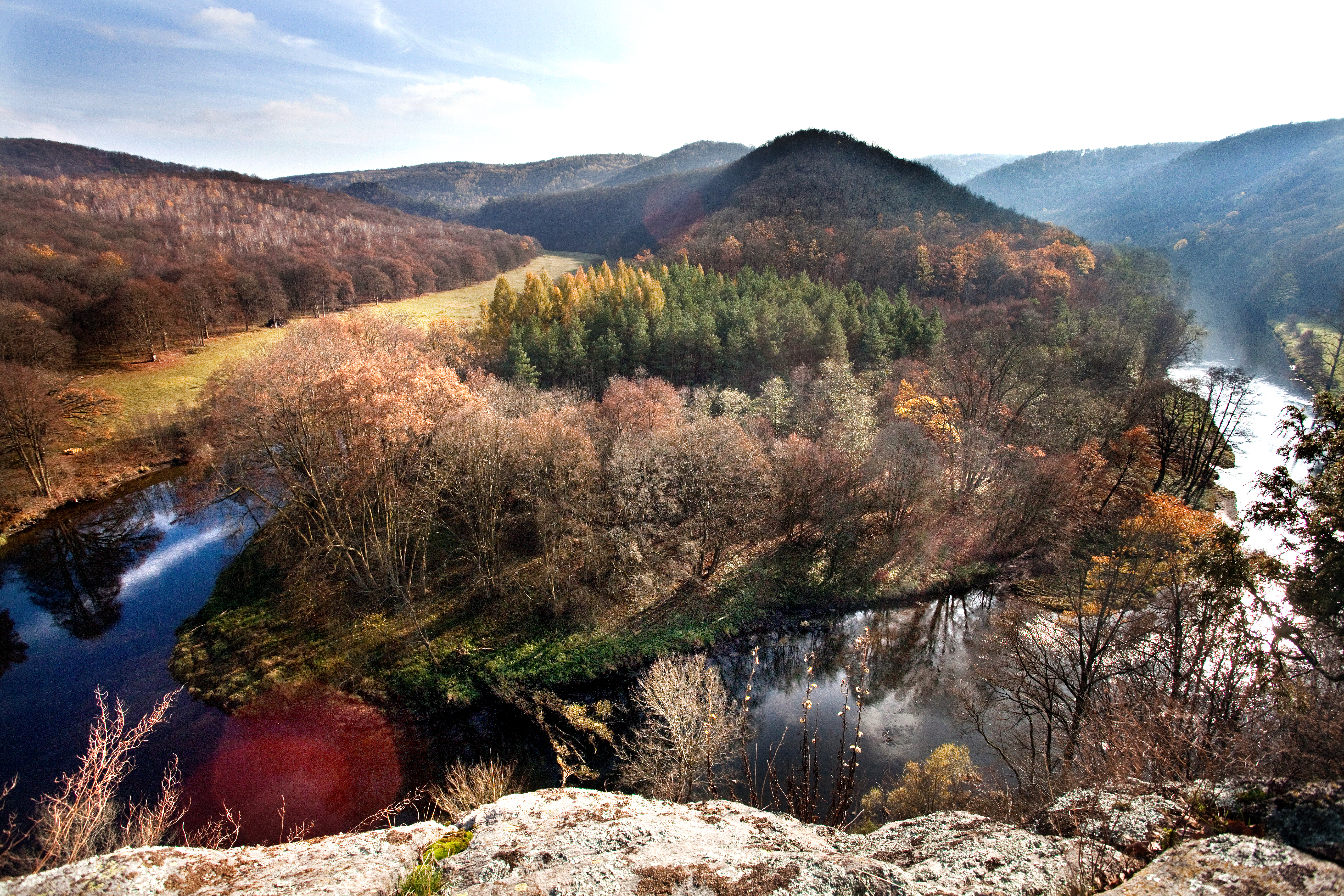
Parc national de Thayatal en Autriche, à la frontière avec la République Tchèque

Cette « ceinture verte européenne » est selon l’UICN  une importante voie de migration pour plusieurs espèces de mammifères menacées, dont ;
- l’ours brun (Ursus arctos),
- le loup (Canis lupus),
- le glouton (Gulo gulo),
- le lynx d’Eurasie (Lynx lynx),
- le chat sauvage (Felis silvestris),
- la loutre d’Europe (Lutra lutra)...

Il comprend des couloirs de migration (vallées) et des aires de repos pour des oiseaux migrateurs. C’est l’un des « derniers bastions »  d’espèces gravement menacées comme ;
- le barbitiste ventru (Polysarcus denticauda) ;
- la moule perlière d’eau douce (Margaritifera margaritifera) ;
- la cigogne noire (Ciconia nigra)…

… notamment dans les paysages très anthropisés d’Europe centrale ;
Les trois grandes régions biogéographiques à reconnecter (Connectivité écologique) sont :
- Scandinavie (ou « Fennoscandie »)  et pays baltes ;
- Europe centrale ;
- Europe du Sud-Est.

Chacune dispose d’un coordinateur au sein de l’UICN
En suivant un tracé correspondant en grande partie à celui de l’ancienne frontière entre ex-Europe de l’Est et Ex-Europe de l’ouest, ce réseau a aussi valeur de symbole pour l’effort mondial en faveur d’actions commune, transfrontières pour la conservation de la nature et le développement durable. 
En outre, l’initiative vise aussi à mieux harmoniser les activités humaines avec l’environnement naturel, pour un développement socio-économique plus durable et soutenable pour les communautés locales.

### Intérêt scientifique
- C’est un des rares cas où sur la planète il est possible d’étudier les effets de 50 ans de jachères entretenues et de différents modes de gestion de ces milieux.
- Ce corridor a probablement conservé des graines, plants et souches d’espèces qui ont disparu ou régressé dans les milieux voisins cultivés ou urbanisés. L’étude de la circulation des gènes dans un tel espace pourrait être source d’enseignements intéressants sur les effets de la gestion croisée avec ceux d’une moindre fragmentation des milieux et des effets du dérèglement climatique qui semble en cours en Europe.

## L’initiative
Ce projet « Ceinture verte européenne » a été lancé en septembre 2004 sur les bords du lac Fertő (Neusiedler See en allemand), Parc national en Hongrie. Ce parc national est situé dans la zone frontalière Autriche-Hongrie, où il constitue une aire protégée transfrontalière largement connue pour ses vastes roselières accueillant de nombreux oiseaux d’eau. Il représente aussi les dimensions culturelles et historiques de l’initiative, en tant qu’une des premières régions où le rideau de fer a été ouvert en 1989. Il était déjà devenu évident que les zones de sécurité autour du rideau de fer était également devenue une zone-tampon ayant valeur de refuge pour la faune (Refugium en biologie des populations), un exemple de « réserve involontaire ».
En 2004, des écologues et représentants officiels des pays situés le long de la ceinture verte se sont réunis pour identifier les étapes nécessaires pour faire du projet de ceinture verte un succès. Le principal résultat de cette réunion a été la définition d’un programme de travail, qui a ensuite été discuté et complété par les acteurs et les partenaires de la ceinture verte.
C’est un des moyens pour les pays riverains de contribuer à rembourser une partie de leur dette écologique et d’appliquer certaines conventions internationales et accords internationaux dont 
- la Convention sur la diversité biologique (CDB),
- la Stratégie paneuropéenne de la diversité biologique et paysagère (PEBLDS)
- le Réseau écologique paneuropéen (PEEN),
- le Réseau émeraude
- la Convention de Berne
- le Réseau Natura 2000 de l’Union européenne
- les directives européennes habitat et oiseaux

### Organisation du projet
Chaque section géographique du projet dispose d’un coordonnateur régional. L’initiative elle-même est supervisé par un « coordinateur ceinture verte » (IUCN Green Belt coordinator) au sein de l’UICN. 
Le secrétariat de l’Initiative est accueilli dans les bureaux régionaux de l’UICN pour l’Europe à  Bruxelles. Dans les pays limitrophes de la Ceinture Verte, des représentants nationaux, dûment autorisés par leurs États respectifs, via les organismes officiels (Agences, ministères chargés de l’environnement ou de la conservation de la nature et organismes chargés du développement régional), servent de « points focaux nationaux » (National Focal Points). 
La Ceinture verte est une initiative multi-partite, construite en collaboration avec de nombreux organismes gouvernementaux et des ONG .
Les membres sont des ONG nationales et internationales, des organismes ou agences d’État destinés à la conservation de la nature et au développement régional, des autorités de gestion d’aires protégées et les coordonnateurs régionaux et responsables des points focaux nationaux - qui représente les membres de l’UICN.

### Rôle de l'UICN
L'initiative est soutenue par l’UICN (Union internationale pour la conservation de la nature) qui en 2008 a « instamment » prié  les gouvernements des 23 pays européens concernés et l’Union européenne « d’accorder la plus haute priorité à la mise en place du réseau écologique de la ceinture verte européenne et d’apporter leur soutien aux correspondants nationaux et aux coordonnateurs régionaux dans la poursuite du programme de travail ».
Cette ceinture pourrait ainsi devenir le premier exemple concret de réseau écologique transfrontalier traversant l’Europe entière, selon l’UICN, une première amorce de taille significative pour le réseau écologique paneuropéen.
Le projet vise aussi à promouvoir et soutenir des initiatives régionales de développement basées sur la conservation de la nature. Les objectifs de ces initiatives concernent tous les niveaux, du local au global (c’est-à-dire écozones continentales et biodiversité à l’échelle de la biosphère). 
Enfin, pour l’UICN, c’est aussi un « monument historique et culturel de l’histoire récente de l’Europe » que ce réseau pourrait contribuer à entretenir.